# غاري هندرسون
غاري هندرسون (بالإنجليزية: Gary Henderson)‏ هو لاعب كرة قاعدة أمريكي، ولد في 3 فبراير 1961.